# Anita Heiss
Anita Marianne Heiss (Sídney, 1968) es una escritora, presentadora y comentarista australiana. Es una de las escritoras más prolíficas y reconocidas de Australia. Es una de las escritoras más prolíficas y reconocidas de Australia. Cuenta con una larga trayectoria literaria centrada en la reivindicación de su identidad aborigen tanto desde el activismo como, sobre todo, a través de sus novelas, ensayos, poemas y la literatura infantil y juvenil. En el ámbito de la ficción, destacan obras como El diario de Mary Talence (Takusan Ediciones, 2005), donde narra la historia de una niña aborigen que había sido separada de su familia para ser criada en una familia blanca, o la novela juvenil Our Race for Reconciliation (Scholastic Australia, 2017), inspirada en la atleta aborigen Cathy Freeman, ganadora de un oro en las olimpiadas de Sídney 2000. Una de sus obras más reconocidas es el libro de memorias Am I Black Enough for You? (Penguin Books, 2012), donde lucha contra los estereotipos raciales que pesan sobre los aborígenes australianos, merecedor del Vic Premier’s Award for Indigenous Writing y finalista del premio Human Rights Award. En su vertiente de activista, Heiss es embajadora vitalicia de la Indigenous Literacy Foundation y del Worawa Aboriginal College, y ha colaborado con varias comunidades aborígenes para impulsar la lectura entre los niños y para empoderarles a través de la escritura. En 2018 ha editado el libro Growing Up Aboriginal in Australia (Blackin Books), una antología donde más de un centenar de descendientes de aborígenes australianos de diferentes ámbitos sociales y profesionales comparten su testimonio sobre el hecho de crecer en Australia siendo aborigen

## Obra

### No-ficción
- Growing Up Aboriginal in Australia (editor) (Black Inc, 2018) ISBN 97818639598109781863959810
- Am I Black Enough For You (Random House, 2012) ISBN 97817427519249781742751924
- Macquarie PEN Anthology of Aboriginal Literature edited Anita Heiss and Peter Minter (Allen & Unwin Sydney 2008) ISBN 978 1 74175 438 4978 1 74175 438 4
- Dhuuluu-yala, To Talk Straight: Publishing indigenous literature (Aboriginal Studies Press, 2003) ISBN 0-85575-444-30-85575-444-3

### Novelas
- Barbed Wire and Cherry Blossoms, (2016), Simon & Schuster Australia, ISBN 97819251848469781925184846
- Tiddas (Simon & Schuster, Australia 2014) ISBN 978 1 92205 2285978 1 92205 2285
- Paris Dreaming (Bantam , Australia 2011) ISBN 97817416689339781741668933
- Manhattan Dreaming  (Bantam, Australia 2010) ISBN 978 1 86471 1288978 1 86471 1288
- Avoiding Mr Right  (Bantam, Australia 2008) ISBN 97818632560499781863256049
- Not Meeting Mr. Right (Bantam, Australia 2007) ISBN 978-1-86325-511-0978-1-86325-511-0

### Literatura infantil
- Who am I? The diary of Mary Talence, Sydney 1937 (Scholastic, Australia 2001) ISBN 1-86504-361-31-86504-361-3
- Yirra and her deadly dog, Demon (ABC Books, 2007) ISBN 978-0-7333-2039-2978-0-7333-2039-2
- Demon Guards the School Yard (OUP / Laguna Bay, Australia 2011) ISBN 97801955725689780195572568
- My Australian Story: Our Race for Reconciliation (Scholastic, Australia 2017) ISBN 97817602761199781760276119

### Poesía
- Token Koori (Curringa Communications, 1998) ISBN 0-646-35290-30-646-35290-3
- I'm Not Racist, But ... (Salt, 2007) ISBN 978-1-84471-316-5978-1-84471-316-5

### Humor
- Sacred cows (Magabala, 1996) ISBN 1-875641-25-41-875641-25-4

### Otros
- Life in Gadigal Country (Gadigal Information Service, 2002) ISBN 0 9580923 0 30 9580923 0 3
- Stories without End  (Halstead Press, Australia, 2002) ISBN 18756849561875684956